# John Arthur Roebuck
Pour les articles homonymes, voir Roebuck.
John Arthur Roebuck (28 décembre 1802 - 30 novembre 1879), homme politique britannique, est né à Madras, en Inde. Il est élevé au Canada et déménage en Angleterre en 1824, et devient intime avec les principaux réformateurs radicaux et utilitaires. Il est député de Bath de 1832 à 1847 et député de la circonscription de Sheffield à partir de 1849. Il adopte l'attitude générale d'hostilité envers le gouvernement de l'époque, quel qu'il soit, qu'il conserve toute sa vie. Il se fait remarquer deux fois : en 1838, alors que, bien qu'à l'époque sans siège au parlement, il se présente à la barre des Communes pour protester, au nom de l'Assemblée canadienne, contre la suspension de la constitution canadienne ; et en 1855, quand, après avoir renversé le ministère de Lord Aberdeen en portant une résolution pour la nomination d'un comité d'enquête sur la mauvaise gestion de la Guerre de Crimée, il préside ses délibérations.

## Biographie
John Arthur Roebuck est né à Madras en 1801, et est le cinquième fils d'Ebenezer Roebuck, un fonctionnaire en Inde, et un petit-fils de l'inventeur John Roebuck. Il est emmené en Angleterre en 1807 à la mort de son père. Sa mère se remarie et il part au Canada, où il fait ses études. Il retourne en Angleterre en 1824, est inscrit à l'Inner Temple et admis au barreau en 1831. En 1834, il épouse Henrietta Falconer, une fille de Thomas Falconer. En 1835, il devient l'agent en Angleterre de l'Assemblée législative du Bas-Canada lors du différend entre le gouvernement exécutif et la Chambre d'assemblée. En 1838, lorsque, bien qu'à l'époque sans siège au parlement, il se présente à la barre des Communes pour protester, au nom de l'Assemblée canadienne, contre la suspension de la constitution canadienne. En 1843, il est nommé conseiller de la reine et élu conseiller de son inn.
Il est élu député de Bath en 1832, se déclarant "un membre indépendant de cette maison". Disciple de Jeremy Bentham et ami de John Stuart Mill, Roebuck professe des opinions politiques avancées, qu'il défend à la Chambre des communes. En général, il adopte une attitude d'hostilité envers le gouvernement de l'époque, quel qu'il soit, qu'il conserve toute sa vie. Il attaque tous ceux qui diffèrent de lui avec une telle véhémence qu'il lui vaut le surnom de "Tear 'em". Il n'a jamais sympathisé avec les Whigs et n'a jamais laissé passer une occasion de montrer son mépris pour eux. En 1852, il écrit : « Les whigs ont toujours été une faction exclusive et aristocratique, bien qu'utilisant parfois des principes et des phrases démocratiques comme armes d'offense contre leurs adversaires. . . . Lorsqu'ils ne sont pas au pouvoir, ils sont démagogues ; au pouvoir, ils deviennent des oligarques exclusifs".
Il s'oppose à l'utilisation de la coercition en Irlande; prône l'abolition des sinécures ; et propose de retirer le droit de veto de la Chambre des lords. En 1835, il rassemble dans un volume une série de brochures pour le peuple à l'appui de ses opinions politiques. Dans une de ses brochures, Roebuck dénonce les journaux et tous ceux qui y sont liés. En conséquence, John Black, alors rédacteur en chef de The Morning Chronicle, le défie en duel qui a lieu le 19 novembre 1835. Aucune des parties n'est blessée. Il n'est pas réélu pour Bath en 1837, mais il regagne le siège en 1841.
En 1843, il propose une motion en faveur de l'éducation laïque, qui est rejetée. Lors du débat sur l'Irish Colleges Bill, il nargue les partisans irlandais du projet de loi avec une telle véhémence que John Patrick Somers, député de Sligo, menace de le défier en duel. En avril 1844, Roebuck défend le ministre de l'Intérieur James Graham contre diverses accusations et est dénoncé par George Smythe (7e vicomte Strangford), comme le « Diogène de Bath », dont les actions sont toujours contradictoires. La réponse de Roebuck à cela conduit Smythe à exiger un duel ou une rétractation.
Roebuck perd son siège aux élections générales de 1847. Il passe une partie de son temps à rédiger A Plan for Governance our English Colonies, qui est publié en 1849. Il est réélu au parlement pour la circonscription de Sheffield lors d'une élection partielle en 1849.
Roebuck défend une politique étrangère vigoureuse. En 1850, à la suite de l'affaire Don Pacifico, il propose un vote de confiance très ferme à l'égard de la récente politique étrangère de Lord Palmerston. En 1854, il défend la Guerre de Crimée ; mais l'inefficacité des actions provoque sa colère. En 1855, quand, après avoir renversé le ministère de Lord Aberdeen en portant une résolution pour la nomination d'un comité d'enquête sur la mauvaise gestion de la guerre de Crimée, il préside ses délibérations.
Dans ses dernières années, ses opinions politiques se modifient considérablement. Un discours à Salisbury en 1862, dans lequel il allègue que les ouvriers sont des dépensiers et des batteurs de femmes, le rend impopulaire pendant un certain temps. Il dénonce vivement les outrages syndicalistes de Sheffield en 1867. Pendant la Guerre de Sécession, il défend fermement les esclavagistes du Sud, se vantant que Lord Palmerston lui a avoué qu'il était du même côté. En juin 1863, Roebuck propose une résolution à la Chambre des communes demandant au gouvernement « d'entamer des négociations avec les grandes puissances d'Europe, dans le but d'obtenir leur coopération dans la reconnaissance de l'indépendance des États confédérés d'Amérique du Nord »". Au cours du débat sur la motion, Roebuck affirme avoir récemment reçu une audience avec Napoléon III qui, selon lui, lui a assuré que la France était prête à reconnaître la Confédération si le Royaume-Uni faisait de même. Roebuck abandonne ensuite la motion sous la pression du gouvernement. Roebuck défend également la domination autrichienne en Italie. Ces attitudes intransigeantes conduisent au rejet de Roebuck par les électeurs de Sheffield lors des élections de 1868. Il regagne le siège en 1874. En 1878, il est nommé conseiller privé par le gouvernement conservateur. Il meurt à Westminster, en 1879.

## Œuvres
- Remarks on the Proposed Union of the Canadas, 1822
- Debate in the House of Commons, on 15 April 1834, on Mr. Roebuck's Motion for "a Select Committee to inquire the means of remedying the evils which exist in the form of the governments now existing in Upper and Lower Canada", 1834
- The Canadas and Their Grievances, 1835
- Existing Difficulties in the Government of the Canadas, 1836
- The Colonies of England : A Plan for the Government of Portion of Our Colonial Possessions, 1849
- History of the Whig Ministry of 1830, to the Passing of the Reform Bill, 1852